# Polyplax solivaga
Polyplax solivaga är en insektsart som beskrevs av Johnson 1962. Polyplax solivaga ingår i släktet Polyplax och familjen ledlöss. Inga underarter finns listade i Catalogue of Life.